# План Маршалла

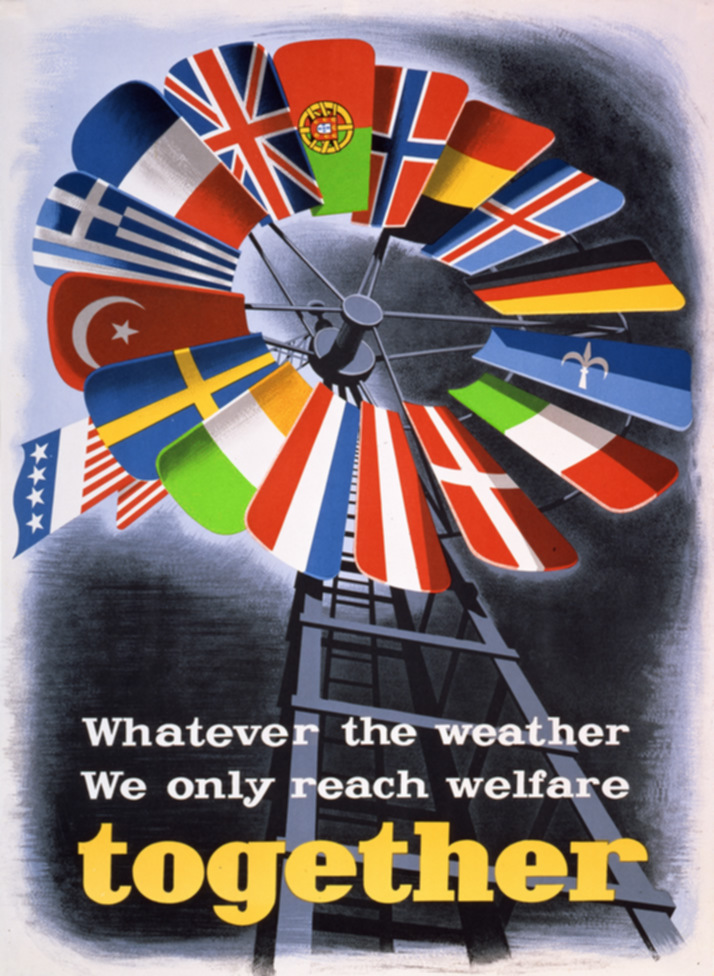
Плакат, посвящённый плану Маршалла («Какова бы ни была погода, только вместе мы достигнем благосостояния»; слова weather (погода) и together (вместе) рифмуются.)

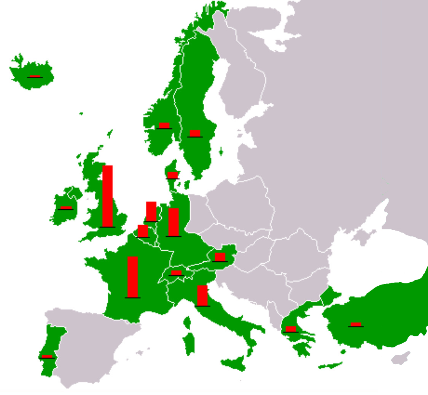
Страны, получавшие помощь по плану Маршалла (высота красного столбика соответствует относительному размеру помощи).

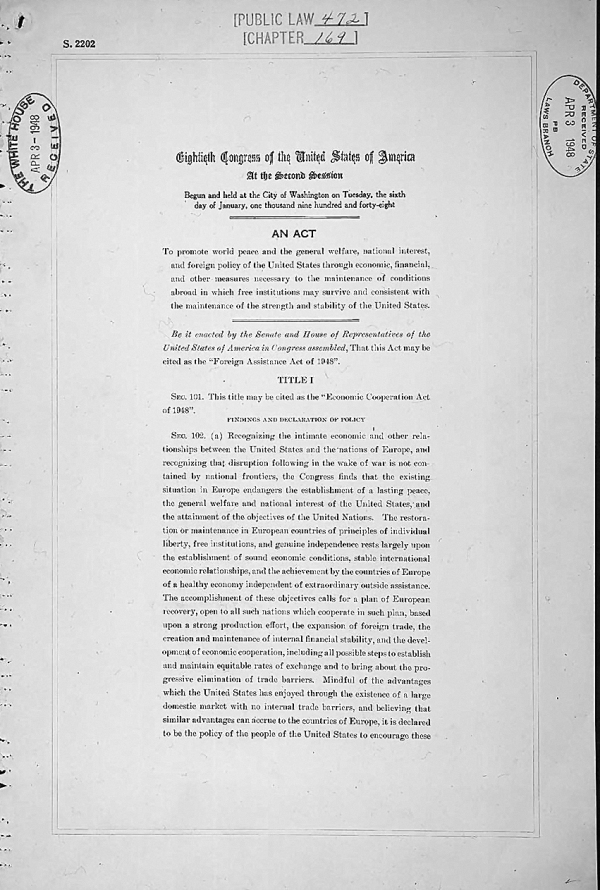
Первая страница текста Плана Маршалла (англ.)

План Ма́ршалла (англ. Marshall Plan, официальное название англ. European Recovery Program, «Программа восстановления Европы») — программа США для оказания иностранной помощи Европе после Второй мировой войны. Выдвинут в 1947 году государственным секретарём США Джорджем К. Маршаллом и вступил в действие в апреле 1948 года. В осуществлении плана участвовали 18 европейских стран и территорий. Заменив более раннее предложение по плану Моргентау, он действовал в течение четырёх лет, начиная с 3 апреля 1948 года. План Маршалла содействовал установлению послевоенного мира в Западной Европе. Заявленной США целью реализации плана было восстановление разрушенной войной экономики Европы, сокращение межгосударственных барьеров, экономическая интеграция Европейского континента, устранение торговых барьеров, модернизация промышленности европейских стран, поощрение повышения производительности труда, внедрение современного бизнес-управления, вытеснение коммунистов из властных структур и развитие Европы в целом.
Помощь плана Маршалла была разделена между государствами-участниками примерно на душу населения. Большая сумма была дана крупным промышленным державам, поскольку преобладало мнение, что их реанимация необходима для общеевропейского возрождения. Несколько больше помощи на душу населения было также направлено союзным странам, а меньше тем, которые были частью Оси или оставались нейтральными. Крупнейшим получателем денег по плану Маршалла была Великобритания (получившая около 26 % от общей суммы). Следующими по величине получателями стали Франция (18 %) и Западная Германия (11 %). 
Несмотря на предложение СССР участвовать в плане Маршалла, руководство Советского Союза отказалось от любых форм помощи в рамках плана, что заблокировало участие в плане стран Восточного блока. США предоставили аналогичные программы помощи в Азии, но они не были частью плана Маршалла. 
Роль плана Маршалла в быстром восстановлении послевоенной экономики капиталистических стран Европы остаётся дискуссионной. При подсчёте финансового вклада плана Маршалла в экономики стран реципиентов оказывается, что на помощь приходилось всего около 3% совокупного национального дохода стран-получателей в период с 1948 по 1951 год, что означает увеличение роста ВВП данных стран менее чем на полпроцента.
В противовес плана Маршалла СССР разработал собственную программу восстановления послевоенной экономики, известную как план Молотова. Однако этот план не сработал из-за того, что СССР, в отличие от США, сам сильно пострадал от последствий Второй мировой войны.
В 1951 году план Маршалла был в значительной степени заменен Законом о взаимной безопасности.

## История плана
Одной из предпосылок разработки плана Маршалла был провал плана Моргентау.

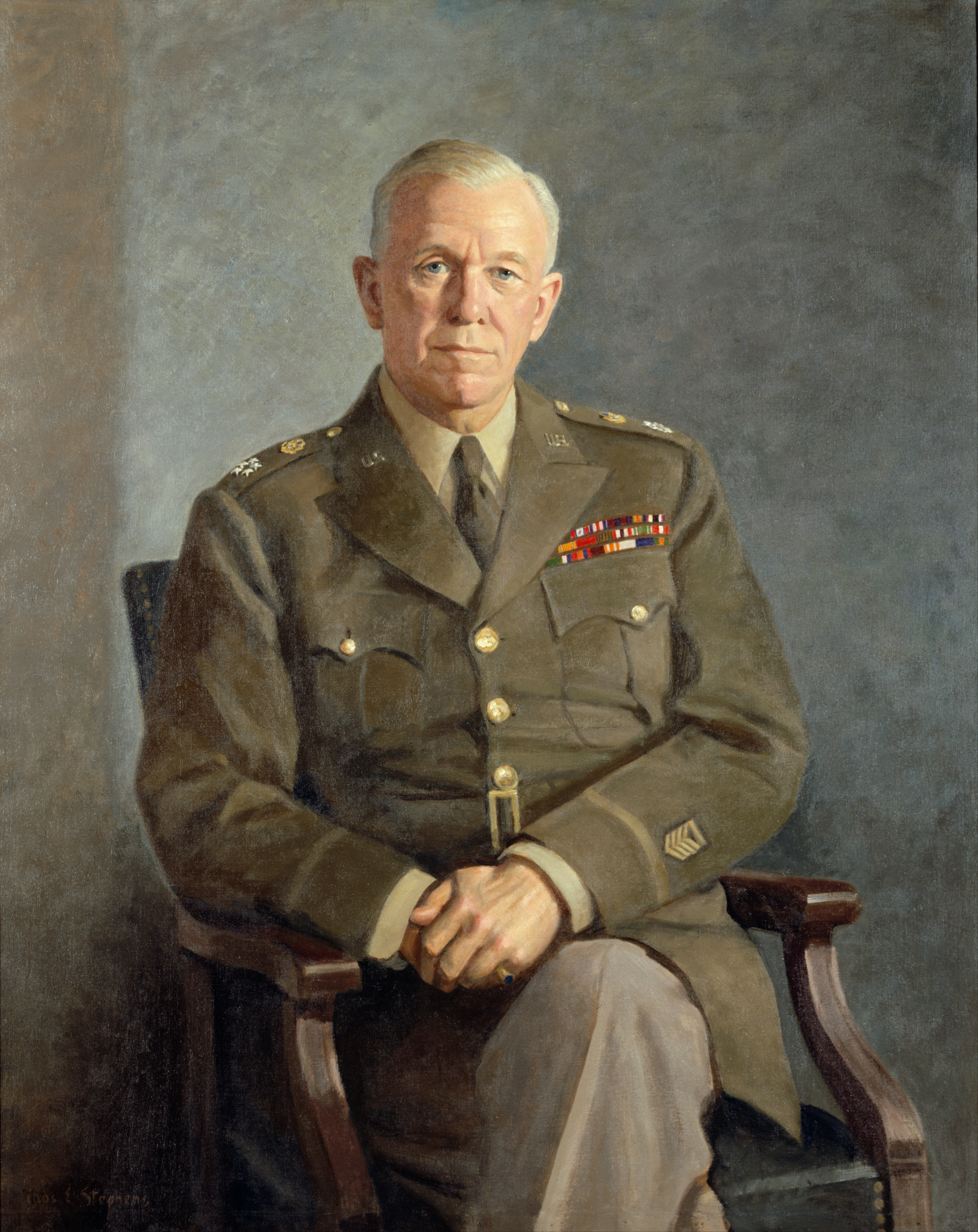
Джордж Маршалл

Свою речь с программой помощи Джордж Маршалл изложил в Гарвардском университете 5 июня 1947 года. 12 июля в Париже собрались представители 16 стран Западной Европы. На совещание приглашались также представители государств Центральной и Восточной Европы, однако по настоянию руководства СССР, усмотревшего в этом угрозу своим интересам, руководители этих стран отказались от этого приглашения. От участия в «плане Маршалла» отказалась также Финляндия (политические условия получения помощи вскрывали преемственность плана с «доктриной Трумэна»).
Бывший вице-президент США Генри Уоллес осудил «план Маршалла», назвав его инструментом Холодной войны против СССР.
Участники обсудили размеры конкретной помощи, необходимой для каждого из них. В ответ на готовность принять её в США был создан Правительственный комитет по изучению состояния экономики страны и её возможностей оказать такую помощь.
Финансовая помощь Западной Германии по плану Маршалла осуществлялась одновременно с взиманием с неё контрибуции (репарации) за причинённый Германией материальный ущерб странам-победителям во Второй мировой войне.
План Маршалла начал осуществляться с 4 апреля 1948 года, когда конгресс США принял закон «Об экономическом сотрудничестве», предусматривавший четырёхлетнюю программу экономической помощи Европе. Общая сумма ассигнований по плану Маршалла (с 4 апреля 1948 по декабрь 1951) составила около 13 млрд долларов, причём основная доля пришлась на Великобританию (2,8 млрд), Францию (2,5 млрд), Италию (1,3 млрд), Западную Германию (1,3 млрд), Нидерланды (1 млрд). Приблизительно 90 % предоставленных средств представляли собой гранты и не требовали возврата. При этом американцы в качестве предварительного условия предоставления помощи потребовали выведения коммунистов из состава правительств стран, подписавших договор. К 1948 году ни в одном правительстве Западной Европы коммунистов не было.
Позже план Маршалла был применён также к Японии и некоторым другим странам Восточной Азии.

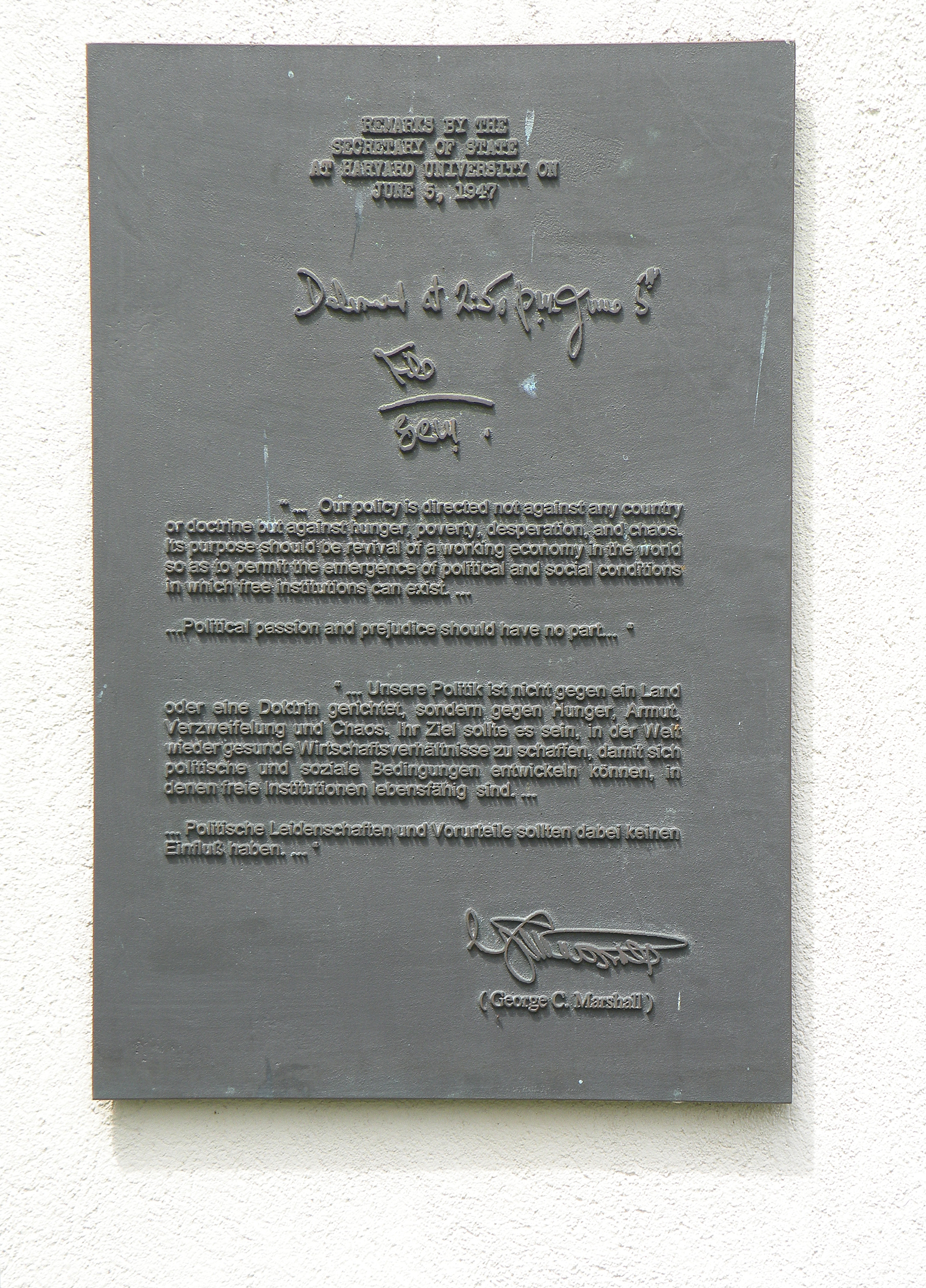
Мемориальная доска на памятнике Маршаллу на Лангвассере. Нюрнберг.

План Маршалла был свёрнут во второй половине 1960-х годов: правительства стран-реципиентов стали избавляться от долларов. Первым обмена долларов на золото потребовало правительство Франции в 1965 году. К 1971 году все страны, получавшие американскую помощь, отказались от доллара. Результатом стала девальвация американской валюты и, в итоге, отказ США от золотого стандарта доллара, а также частичный выход Франции из НАТО.

## Военные потери
К концу Второй мировой войны бо́льшая часть Европы лежала в руинах. Постоянные воздушные бомбардировки сильно разрушили большинство крупных городов и промышленных объектов. Многие из крупнейших городов континента, в том числе Варшава, Роттердам и Берлин, были разрушены. Экономическая структура региона была уничтожена, и миллионы людей остались без крова.
Особенно сильно была повреждена транспортная инфраструктура, так как железные дороги, мосты и доки были мишенью для ударов с воздуха, множество торговых судов было потоплено. Хотя большинство малых городов и сёл Западной Европы не понесли ущерба, уничтожение транспортных связей оставило их в экономической изоляции. Ни одна из этих проблем не могла быть решена, так как большинство стран были финансово несостоятельны после затрат на войну.
Единственными странами Запада, чья инфраструктура незначительно пострадала во время войны, были Канада и США. Но экспорт играл немаловажную роль в американской экономике. Поэтому план Маршалла предусматривал сбыт товаров и продуктов странам Европы.
План Маршалла ставил одной из своих целей «объединение» Европы, то есть уничтожение всяких валютных и таможенных барьеров как в самой Европе, так и между Европой и США, в частности предполагал объединение рурского угля и лотарингской железной руды и создание единого европейского рынка. В мае 1950 года этот план воплотился в конкретную форму — в Европейское объединение угля и стали (так называемый «план Шумана»). Страны, желавшие стать участниками подобного объединения, должны были осуществить ряд мероприятий: 1) после того, как эти страны подписали Женевскую и Гаванскую конвенции о снижении таможенных тарифов и о «многосторонней» торговле, они должны были в декабре 1949 года частично отменить систему импортных лицензий; 2) после проведения Англией и Францией третьего снижения валютных курсов 28 других стран были вынуждены снова произвести в сентябре 1949 года девальвацию своих валют. Все эти мероприятия имели целью обеспечить американскому капиталу возможность закупать в этих странах по низким ценам сырьё и производить капиталовложения в различные предприятия Европы на более выгодных условиях.

## Послевоенная ситуация

### Медленное восстановление
Экономика Европы восстанавливалась очень медленно, так как безработица и нехватка продовольствия привела к забастовкам и беспорядкам в ряде стран. В 1947 году европейские страны по-прежнему находились значительно ниже своего довоенного уровня, но были и некоторые признаки роста. Сельскохозяйственная продукция составляла 83 % от уровня 1938 года, промышленное производство составило 88 %, а экспорт — только 59 %. В Великобритании ситуация не была столь тяжелой. В Германии в 1945—1946 годах условия жизни и питание были плохими, нарушилась транспортная связь. В западной части страны после многочисленных бомбардировок было уничтожено 5 млн домов и квартир, и в то же время из восточной части (включая территории, переданные Польше) прибыло 12 млн. беженцев. Производство продуктов питания составляло только две трети от довоенного уровня, в то время как зерно и мясо больше не поставлялось с Востока. Крупные партии продуктов питания из оккупированных стран, которые получала Германия во время войны, иссякли.

## Результаты
- Отрасли промышленности, требовавшие инвестиций для своего восстановления, были реструктурированы в короткие сроки. Так как доля американских активов была достаточно высока, это привело к изменению национальной экономической политики стран и создало предпосылки для развития глобализации, как экономической, так и политической (1950 — создание ЕОУС, 1957 — ЕЭС). В результате, экономика европейских стран оправилась от последствий войны быстрее, чем этого можно было ожидать — всего за 20 лет.
- Европейские страны получили возможность выплатить внешние долги, включая долги по ленд-лизу или реституции и репарации.
- Влияние врагов-коммунистов и СССР было ослаблено.
- Был восстановлен и укреплён европейский средний класс — гарант политической стабильности и устойчивого развития.
- За двадцать лет страны, получившие помощь, добились улучшения уровня жизни 100 % населения.
- Великобритания лишилась экономического и политического статуса первой державы мира; её место заняли США.

Помощь получили страны:
- Австрия
- Бельгия
- Великобритания
- Западная Германия
- Греция
- Дания
- Ирландия
- Исландия
- Италия
- Люксембург
- Нидерланды
- Норвегия
- Португалия
- Свободная территория Триест
- Турция
- Франция
- Швеция
- Швейцария

Историк Тимоти Гартон Эш отмечал, что «история последних 50-ти лет переполнена могилами планов Маршалла, которые не состоялись: для Восточной Европы после 1989-го, бывшей Югославии после 1995-го, для среднего Востока после войны в Ираке, для Африки…»